# Царица Савская (опера)
«Царица Савская» (фр. La reine de Saba) — большая опера Шарля Гуно в четырёх или пяти актах. Авторы либретто Жюль Барбье и Мишель Карре, в основе сюжета книга Жерара де Нерваля «Путешествие на Восток». Премьера состоялась в театре Ле Пелетье 28 февраля 1862 года.

## История
Шарль Гуно написал «Царицу Савскую» в 1861 году, вскоре после «Фауста», увидевшего свет в 1859 году. «Царица Савская» не имела большого успеха, но впоследствии была оценена и ставилась на многих мировых оперных сценах.
После премьеры постановки в Париже опера выдержала лишь 15 спектаклей. Была поставлена в Брюсселе 5 декабря 1862 года, на немецком языке показана в Дармштадте 25 января 1863. Для лондонской постановки 1865 года писатель и либреттист Генри Фэрни написал английскую версию либретто. В этом варианте опера называлась «Ирен», действие оперы перенесено в Стамбул и разворачивается в мечети Сулеймание во времена Сулеймана I. В опере, сюжет которой основан на масонских легендах, использован почти весь музыкальный текст Гуно. Опера представлена в концертном исполнении, а сценическое воплощение получила лишь в 1880 году в Манчестере. В Новом свете опера впервые показана в Новом Орлеане 12 января 1899 года на французском языке. И лишь в 1900 году оперу вновь исполнили в Париже.
Причиной прохладного отношения публики к опере считают не музыку, которую сам композитор полагал одним из лучших своих творений, а непривычное для жанра большой оперы либретто: на фоне производственного процесса по отливке бронзовой статуи развиваются отношения между членами королевской семьи и простолюдинами.

## Действующие лица
| Роль                                           | Тип голоса    | Исполнитель на премьере 28 Февраля 1862 (Дирижёр: Пьер-Луи Дич) |
| ---------------------------------------------- | ------------- | --------------------------------------------------------------- |
| Балкис, царица Савская                         | сопрано       | Полина Гемар-Лотер                                              |
| Бенони, ученик Адонирама                       | меццо-сопрано | Амикерс                                                         |
| Сарахиль, дуэнья                               | меццо-сопрано | Тарби                                                           |
| Адонирам, скульптор и архитектор первого храма | тенор         | Луи Гемар                                                       |
| Соломон, царь Израиля                          | бас           | Жюль-Бернар Бельваль                                            |
| Амру, рабочий                                  | тенор         | Рафаэль-Огюст Гризи                                             |
| Фанор, рабочий                                 | баритон       | Месён Марье де Лиль Mécène Marié de l’Isle                      |
| Мефусаил, рабочий                              | бас           | Теодор-Жан-Жозеф Кулон                                          |
| Садок, первосвященник                          | бас           | Фрерт                                                           |

## Содержание
Действие происходит в Иерусалиме в 950 году до н. э.

#### Акт 1
Скульптор Адонирам трудится над монументальной бронзовой скульптурой, которая должна украсить храм. Адонирам приступает к работе с молитвой (Inspirez-moi, race divine!). Размышления мастера прерывает известие о скором прибытии царицы Савской (Comme la naissante aurore). Работники требуют повышения оплаты, но Адонирам отказывает. Работники замышляют месть (Il Nous Repoussé).
Торжественный марш возвещает встречу царственных особ, народ приветствует мудрого царя и красавицу царицу. Соломон уверяет Балкис в любви и в знак помолвки просит у неё драгоценное кольцо. Царица с неохотой отдаёт кольцо Соломону. Балкис восхищена роскошным храмом и хочет познакомиться с его создателем. Голос царицы заставляет Адонирама трепетать. Мастер демонстрирует Балкис слаженные действия рабочих, и Соломон обеспокоен властью, которую архитектор имеет над простолюдинами. Балкис дарит Адонираму ожерелье.

#### Акт 2
Всё готово для отливки бронзовой статуи, но Адонирам не может прогнать мысли о Балкис. Царь и царица желают присутствовать при начале отливки, и Адонирам даёт сигнал. В этот момент Соломону сообщают, что среди рабочих есть трое предателей, однако расплавленный метал уже течёт в форму. На глазах у скульптора и царской четы печь взрывается.

#### Акт 3
В дворцовом саду музыка и танцы услаждают взоры царских особ. Балкис вспоминает встречу с Адонирамом (Plus grand dans son obscurité). Скульптор пришёл, чтобы вернуть царице драгоценное ожерелье — он недостоин её внимания. Но царица отказывается принять ожерелье (дуэт Qu’importe ma gloire effacée) и сообщает мастеру, что не любит Соломона.
Бенони приносит радостную весть о чудесном восстановлении формы, статуя отлита. Адонирам поясняет изумлённой Балкис, что духи помогают ему, ведь он ведёт свой род от легендарного охотника Нимрода. Балкис уже не скрывает своей любви к Адонираму, но трое предателей слышат её признание и решают донести о нём Соломону (O Tubalkaïn, mon père).

#### Акт 4
Праздничный хор славит Соломона, но царь мрачен: Балкис согласилась на замужество, но любит ли она его (Sous les pieds d’une femme)? Трое рабочих рассказывают о тайном свидании Балкис с Адонирамом, но мудрый Соломон не хочет верить тем, кто предал скульптора. Однако подозрения царя вспыхивают с новой силой, когда Адонирам является, чтобы сообщить об уходе со службы. Даже предложение власти, равной царской, не соблазняет Адонирама.
Царица просит Соломона отложить свадьбу на один день, но соглашается на разговор наедине (дуэт Elle est en mon pouvoir). Узнав, что Соломону известно о её чувствах к Адонираму, Балкис подмешивает ему в напиток сонное зелье и похищает с руки бесчувственного Соломона своё кольцо.

#### Акт 5
В тайном месте Адонирам ждёт Балкис, чтобы бежать с ней. Вместо царицы появляются трое предателей, они пытаются шантажировать Адонирама, но тот отвергает их притязания (Tes yeux ont su me reconnaître), за это проходимцы наносят ему смертельный удар. Балкис, обнаружив смертельно раненого Адонирама, решает, что убийц подослал ревнивый царь, и в знак любви надевает на палец умирающему возлюбленному своё кольцо. Собравшаяся челядь слышит песню Балкис над бездыханным телом Адонирама (Emportons dans la nuit).

## Записи
- 1970: Хор и оркестр Капитолия Тулузы, дир. Плассон; Саррока, Пи, Серкоян, Далу, Каффи, Амиль, Тезана, Блатт, Нове (Gala)
- 2001: Italian International Orchestra, дир. Бенци; Алессио, Грасси, Ли, Вендасси, Карбонара, Скаини, Корделла (Dynamic)